# BV-4401
La carretera BV-4401 és una carretera antigament considerada veïnal (d'on la V de la seva numeració), i pertanyent a la demarcació de Barcelona, d'on la B amb què comença. Travessa els termes municipals de Navàs, a la comarca del Bages, Puig-reig, a la del Berguedà, Sallent i Gaià, altre cop al Bages, Santa Maria de Merlès i Prats de Lluçanès, al Lluçanès (si bé aquests dos darrers termes adscrits administrativament, respectivament, al Berguedà i a Osona.

## Terme municipal de Navàs i termenal entre Navàs i Gaià
La carretera arrenca del centre del poble de Navàs, a la Carretera de Berga cantonada amb el Passeig de Circumval·lació, des d'on arrenca cap a llevant. Travessa el Llobregat pel Pont de Castellet, just a migdia de la masia de la Riera i al nord del Molí de Castellet, i continua cap al sud-est. De seguida troba de primer la fita quilomètrica número 1 i tot seguit el trencall d'on surt cap al nord la carretera BV-4402, i a poc a poc es va decantant netament cap a llevant. Des de la mateixa fita esmentada, la carretera fa de termenal entre Navàs i Gaià. Aquest termenal s'estén fins al lloc d'on surt cap al sud-est el camí del Mas Argelaguers. En aquest punt deixa de ser termenal entre els dos municipis esmentats, i passa a ser-ho entre Gaià i Sallent.

## Termenal entre Gaià i Sallent, i terme municipal de Gaià
La divisòria entre aquests dos termes és breu, ja que s'acaba quan la carretera passa al nord-oest de Cal Fuster Paleta, poc abans de la fita quilomètrica 3. Aleshores, la carretera entra en terme de Gaià, que travessa en diagonal de sud-oest a nord-est. Passat el quilòmetre 4 arriba al veïnat del Pla del Forn, que queda a llevant de la carretera, i just ran de la fita 5 troba el poble de Gaià just al costat de llevant de la carretera. Continua cap al nord-est, i passada la fita 7 troba al nord de la carretera la masia de la Codina, i poc després, poc abans de la fita 8, troba el Collet de la Creu. Continua cap a la mateixa direcció, i poc després del quilòmetre 11 deixa enrere el terme de Gaià per a entrar en el de Santa Maria de Merlès.

## Terme municipal de Santa Maria de Merlès
Entrant en aquest terme, al cap de dos quilòmetres -passada la fita 13- troba el trencall cap al nord-oest que en 200 metres mena a Sant Pau de Pinós, després de la fita 15, en un tram en què la carretera segueix la direcció de llevant, passa pel sud de la masia de la Costa de la Cavalleria. Continua cap a l'est, i just quan la carretera torna a emprendre cap al nord-est, deixa el terme de Santa Maria de Merlès i entra en el de Prats de Lluçanès.

## Terme municipal de Prats de Lluçanès
La BV-4401 entra en aquest terme per l'antiga parròquia de Santa Eulàlia de Pardines, passa a llevant de la masia del Soler de n'Hug, travessa el Raval de Prats, passa al nord-oest de Santa Llúcia del Quer i al sud-est de Sant Andreu de Llanars, i acaba d'arribar a Prats de Lluçanès, on acaba els seus 21 quilòmetres de recorregut abocant-se en la carretera B-431 just a l'entrada sud-oest de la vila.